# Condizione della donna in Russia

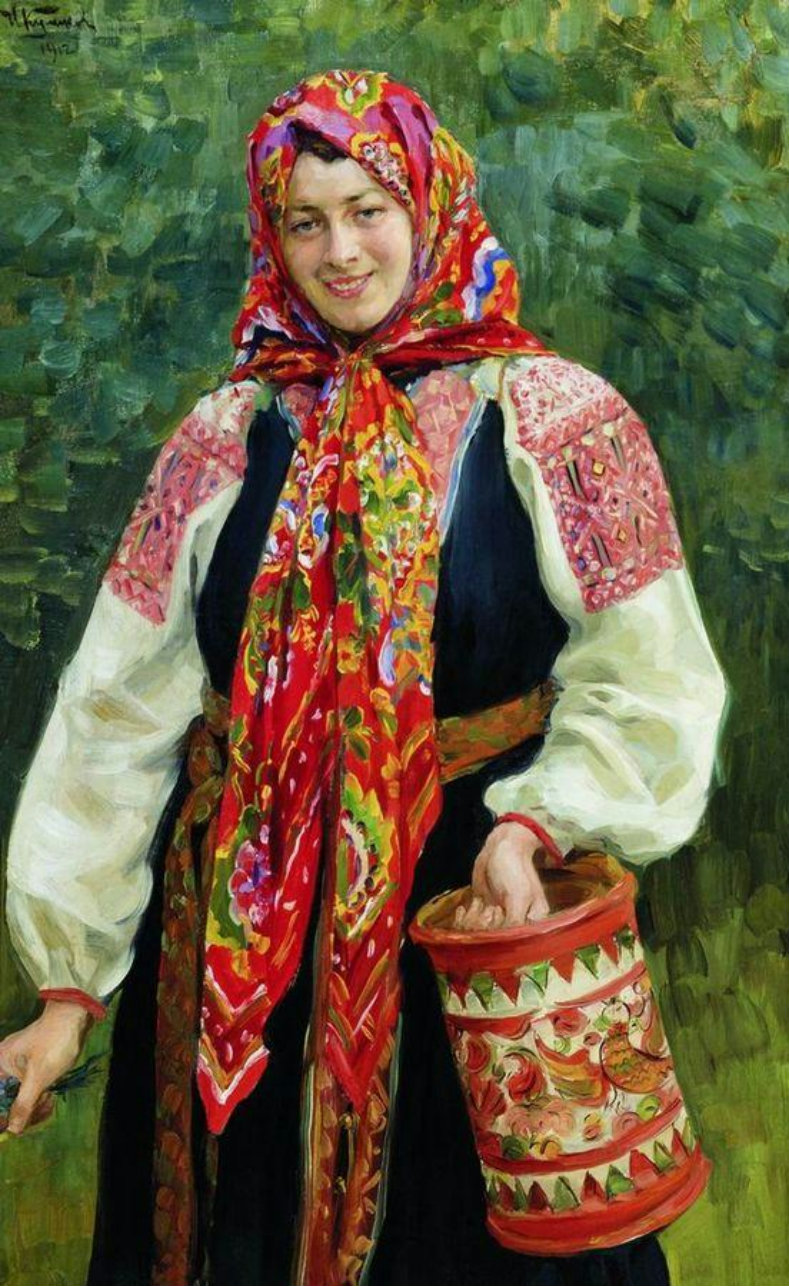
Contadina in costume tradizionale, di Ivan Kulikov (1912).

La condizione femminile, i diritti delle donne e il loro status in Russia sono stati influenzati dalla cultura, dalla religione e dai discorsi sociali.

## Panoramica
La posizione delle donne nella società russa dev'essere intesa nel contesto storico del paese. La storia della Russia è ricca e variegata: la nazione ha attraversato diversi regimi durante i secoli. Le testimonianze forniteci dall'archeologia suggeriscono che il territorio attuale della Russia fosse abitato fin dai tempi della Preistoria; gli attrezzi di pietra risalenti all'Olduvaiano (1,5 milioni di anni fa circa) sono stati scoperti nella regione di Akusha nel Daghestan del circondario federale del Caucaso Settentrionale, dimostrando così una presenza di uomini primitivi in Russia molto precoce.
Gli antenati diretti dei russi sono gli Slavi orientali e i popoli ugrofinnici. Per la maggior parte del XX secolo la storia della Russia è essenzialmente quella dell'Unione Sovietica, ma con la dissoluzione dell'Unione Sovietica nel 1991 si produsse, come nella maggior parte degli altri paesi ex-comunisti del blocco orientale, un autentico crollo economico e altri problemi sociali.
Le donne in Russia non sono un gruppo monolitico, perché il paese stesso è molto vario al suo interno: in Russia sono presenti quasi 200 gruppi nazionali/etnici (77,7% di russi a partire dal 2010) e, anche se la maggior parte della popolazione segue, almeno nominalmente, la fede cristiana della Chiesa ortodossa, sono presenti anche altre religioni come l'Islam (circa il 6%).
Alcune donne famose della storia russa sono state Anna I di Russia, Elisabetta di Russia, Caterina II di Russia e Ekaterina Vorontsova.

## Russia del XVIII secolo
Le donne della classe medio-alta nella Russia settecentesca erano in un certo senso più fortunate delle loro omologhe europee; per altri aspetti, però, la vita di una donna russa era più difficile. Il XVIII secolo fu un periodo di cambiamenti sociali e legali che cominciarono a colpire le donne in un modo ancora mai sperimentato. Pietro I di Russia governò l'impero russo dal 1682 al 1725 e nell'arco di quel periodo ebbe modo d'introdurre molti cambiamenti nella cultura della Russia, modificando le tradizioni ortodosse che erano state osservate fin dalla caduta dell'impero bizantino.
Le tre principali classi sociali presenti durante queste riforme hanno registrato cambiamenti in gradi differenti in base alla loro prossimità all'istituzione degli zar e alle città in cui tali riforme avrebbero potuto risultare più dirette. Le grandi città subirono un rapido processo di occidentalizzazione, più velocemente e con successo maggiore rispetto ai villaggi rurali più vicini.
I nobili, le donne della classe mercantile e le donne contadine hanno sperimentato sulla loro pelle le riforme Petrine in modo diverso. Fu solo alla fine del XVIII secolo (durante il regno di Caterina la Grande) che le classi più basse cominciarono a notare qualche cambiamento. Quando queste riforme iniziarono a cambiare la vita delle donne a livello legale, contribuirono a estendere anche il loro ruolo sociale.
Le riforme petrine di questo secolo hanno permesso una maggiore partecipazione femminile alla società, quando prima generalmente erano considerate solo come mogli e madri: "Il cambiamento del ruolo femminile nella società russa non può essere illustrato meglio che dal fatto che cinque donne hanno governato l'impero, a proprio nome, per un totale di settant'anni".

### Modifiche legali
Probabilmente la più grande ed evidente modifica legale che ha colpito la vita delle donne è stata la legge sull'eredità unica istituita da Pietro il Grande nel 1714. La legge avrebbe dovuto aiutare le entrate fiscali, proibendo l'indennità concessa alle famiglie nobili di dividere la loro terra e la loro ricchezza tra più figli; questa legge ha efficacemente interrotto la pratica di escludere le donne dall'eredità patrimoniale.
La legge sull'eredità unica è stata chiarita nel decreto del 1725; essa cercava di affrontare la questione dei diritti di eredità della figlia sposata: la legge stabilì che se a un uomo fossero sopravvissute figlie non sposate, la maggiore in età avrebbe ereditato la sua proprietà, mentre le altre sorelle si sarebbero potute dividere la proprietà mobile. Tuttavia per le figlie sposate non vi sarebbe più stata alcuna possibilità di ricevere qualcosa, in quanto avevano già ricevuto la dote al tempo del matrimonio.
Nel 1730 Anna I revocò la legge dell'eredità unica, punto importante di contestazione da parte della nobiltà fin da quando Pietro l'annunciò nel 1714. Dopo il 1731 i diritti di proprietà furono ampliati per includere l'eredità delle proprietà terriere. Anna ha dato alle donne anche un maggiore potere sulle proprietà in quello che era stato devoluto a loro, o ricevuto nella dote matrimoniale.

### Istruzione femminile
Nei secoli pre-petrini gli zar russi non si erano mai dimostrati interessati ad educare il proprio popolo, né i ricchi né i servi. Le riforme dell'educazione costituivano una gran parte dell'operazione di occidentalizzazione voluta da Pietro; tuttavia l'istruzione per le ragazze avveniva principalmente in casa ed era focalizzata sull'apprendimento delle proprie funzioni come future mogli e madri, piuttosto che su un'educazione formale.
Fu Caterina II che fece applicare i diritti d'istruzione sia agli uomini che alle donne di ogni classe: "L'insegnamento formativo delle donne è iniziato solo nel 1764-65, quando Caterina II ha istituito l'Istituto Smol'nyj per le ragazze della nobiltà a San Pietroburgo e poi l'Istituto Novodevichii per le figlie dei cittadini"

### Donne nella nobiltà
Sia nelle riforme petrine sia nelle successive idee provenienti dall'Illuminismo settecentesco si condussero cambiamenti che furono sia benvenuti sia sgraditi dalla richieste della nobiltà russa e delle famiglie dell'aristocrazia. Le figlie di famiglie benestanti sono state educate nella gran maggioranza dei casi in un'ala separata, di solito in un edificio collegato alla casa da un passaggio esterno.
Il locale è stato utilizzato per isolare le ragazze in età matrimoniale ed aveva l'intenzione di mantenerle "pure" (ovvero sessualmente inesperte). Queste ragazze venivano liberate solamente a seguito di una prospettiva di sposalizio, che era celebrato con l'intento di unire socialmente e politicamente due famiglie aristocratiche diverse. Molte tra le case di classe inferiore o rurali non avevano lo spazio adeguato per separare le giovani donne, quindi non v'era un luogo specifico in cui tenerle isolate. Donne di classi inferiori hanno dovuto vivere e lavorare assieme ai loro fratelli, padri e mariti nonché gestire con loro tutti gli aspetti della famiglia.
Le abitudini di matrimonio cambiano gradualmente con le nuove riforme istituite da Pietro; l'età matura media venne aumentata, soprattutto nelle città tra le persone di livello più benestante, più vicine alla corte zarista e all'occhio pubblico.
"Alla fine del XVIII secolo, le spose in città avevano di solito da quindici a diciotto anni e anche nei villaggi i giovani matrimoni diventavano sempre più rari". Le leggi matrimoniali erano un aspetto significativo delle riforme petrine, ma dovevano essere corrette o chiarificate dagli zar successivi a causa delle loro frequenti ambiguità.
Nel 1753 fu emesso un decreto per assicurare che le famiglie nobili potessero assicurare l'eredità della terra da dare alla figlia rendendola parte della dote a cui avrebbero avuto accesso una volta sposate. Il cambiamento costante dei diritti di proprietà era una parte importante delle riforme petrine e le donne ne videro il risultato.
La famiglia e le controversie matrimoniali spesso finirono a giudizio a causa della confusione sulla dote e sui diritti che doveva assicurare in caso di morte del padre o in una richiesta di divorzio. Per le donne il diritto di possedere e vendere la proprietà era una nuova esperienza che è sopravvenuta solo a causa della graduale occidentalizzazione della Russia lungo tutto il corso del XVIII secolo.

### Donne nella classe mercantile
Anche le donne di classe commerciale hanno goduto di nuove libertà di proprietà e di gestione. Dal nuovo tipo di donna della classe superiore anche le donne borghesi hanno guadagnato una maggior indipendenza dalle restrizioni del patriarcato. Le mogli di uomini della classe mercantile avevano più indipendenza rispetto alle mogli della nobiltà o dei contadini a causa essenzialmente della natura stessa del lavoro del loro marito, specialmente quando gli sposi dovevano assentarsi da casa per i vari servizi governativi, e ciò accadeva spesso e per lunghi periodi di tempo.
I diritti delle donne sposate della nobiltà e della classe mercantile di possedere e gestire la propria proprietà, offrirono loro l'opportunità di coinvolgersi anche in imprese commerciali e produttive autonomamente dal marito.

### Donne contadine
La pura esistenza tra la classe contadina risultava essere assai difficile, e questo sia per i maschi sia per le femmine. Esse partecipavano al lavoro dei campi e all'artigianato; le donne dovevano inoltre eseguire tutti i lavori domestici come la cottura del cibo, la tessitura dei vestiti e la pulizia dell'abitazione. Durante il periodo di semina e nel tempo della raccolta, quando era più necessario l'aiuto nei campi, le donne lavoravano con i loro mariti per arare, seminare, raccogliere e preparare le colture.
All'inizio del XVIII secolo l'età media per le contadine di sposarsi era all'incirca di 18 anni; in quel momento stavano ancora imparando che cosa sarebbe stato richiesto da loro come mogli, ed avevano anche il bisogno del consenso del genitore per potersi sposare: "Il requisito del codice di legge del 1649 che le ragazze non si sposano prima dell'età di quindici è stato raramente osservato".
Erano necessarie varie autorizzazioni per il matrimonio. Le vedove e le donne non sposate che vivevano su proprietà governative dovevano ottenere l'autorizzazione dell'assemblea del villaggio prima di potersi sposare con qualcuno. Le giovani donne contadine (come le altre donne russe) hanno speso molto più di questi anni di maturità come donne sposate rispetto alle loro controparti nell'Europa occidentale.
Il parto era pericoloso sia per la madre sia per il figlio nel XVIII secolo, ma una donna contadina poteva potenzialmente generare, in media, fino a sette figli. Nel clima duro della steppa russa e con una vita di duro lavoro fin da un'età precoce, forse la metà di tutti i figli arrivavano a vivere fino all'età adulta. "La nascita del suo primo figlio, preferibilmente un maschio, ha stabilito la sua posizione nella famiglia di suo marito. Mentre continuava a sopportare figli, il suo status è ulteriormente migliorato".
Le famiglie contadine russe avevano bisogno di aiuto nei campi e di gestire la famiglia; non essendo in grado di assumere nessuno per questi compiti, lo sfruttamento lavorativo dei bambini (lavoro infantile) era l'unico modo per ottenere l'aiuto necessario. Avere un figlio assicurava che il nome di famiglia sarebbe continuato, così come la proprietà che potevano avere, anche se da quando le riforme petrine entrarono in vigore cominciava ad essere altrettanto redditizio avere una figlia femmina. Tuttavia le donne di qualsiasi classe avrebbero potuto assai raramente rivolgersi ai tribunali ecclesiastici per risolvere i conflitti coniugali.

Giovani contadine russe di fronte ad una tradizionale casa in legno, in una zona rurale lungo il fiume Šeksna vicino alla cittadina di Kirillov (Oblast' di Vologda). Una delle prime fotografie a colori dalla Russia, creata da Sergej Michajlovič Prokudin-Gorskij come parte del suo lavoro per documentare l'Impero russo (Progetto «Gli splendori della Russia» 1909-1915).

## Dal 1850 al 1917: riforme femministe
Alla metà del XIX secolo le nozioni europee di uguaglianza sociale stavano cominciando a prendere piede anche in Russia. Nel 1859 l'Università statale di San Pietroburgo ha permesso alle donne di assistere ai propri corsi, ma la politica riformista è stata revocata solo quattro anni più tardi. Nel corso degli anni '60 del XIX secolo un movimento femminista cominciò ad esistere a San Pietroburgo: venne diretto da Anna Filosofova, Nadežda Stasova e Marija Trubnikova, che insieme erano conosciute come il "triumvirato".
Fondarono le prime organizzazioni di mutuo soccorso rivolte alle donne, per aiutarle a diventare finanziariamente autosufficienti e nel 1878 crearono i corsi Bestužev, che per la prima volta hanno permesso alle donne russe l'accesso affidabile all'istruzione superiore. Nei primi anni '90 la Russia si è avvalsa di più medici, avvocati e insegnanti donne di quasi tutti i paesi europei, un fatto notato con ammirazione da molti visitatori stranieri.
Tuttavia la maggior parte di questi vantaggi educativi sono stati raccolti dalle donne urbanizzate della classe media e superiore; mentre i tassi di alfabetizzazione si stavano lentamente innalzando in tutto il paese, le opportunità educative e di autonomia per le contadine erano ancora relativamente scarse.
Nel 1910 Poliksena Nesterovna, prima donna ad essersi diplomata in ginecologia in tutta la Russia, è diventata presidente della Lega russa per i diritti delle donne; l'obiettivo primario sotto la sua guida fu quello del suffragio femminile universale: il movimento guadagnò molto sostegno popolare sia all'interno sia all'esterno del paese.
Nel marzo del 1917 il governo provvisorio che aveva sostituito l'autocrazia di Nicola II di Russia ha concesso alle donne russe il diritto di voto e di presiedere un ufficio politico: è stata la prima riforma effettuata dal nuovo potere politico.

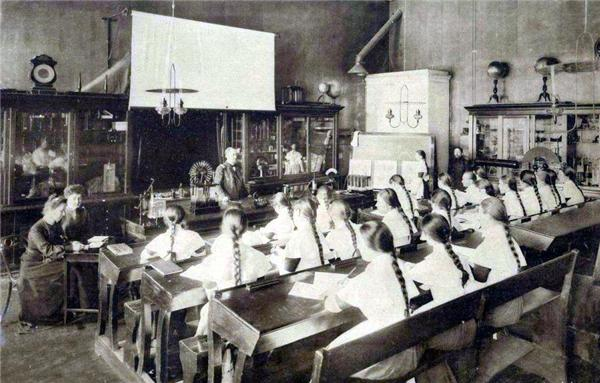
Lezione per giovani donne all'Istituto Smol'nyj (1913-14).

## Era sovietica
Durante i 70 anni di epoca sovietica i ruoli femminili erano complessi. Le donne nelle Russia Sovietica sono diventate una parte fondamentale nella mobilitazione nella forza-lavoro e questa apertura delle donne in settori precedentemente irraggiungibili hanno permesso opportunità di istruzione, sviluppo personale e formazione. La responsabilità femminile in settori come quello industriale ha significato idealmente che ella era una persona che occupava le sue quote di lavoro, che non si lamentava mai e che faceva di tutto per migliorare l'Unione Sovietica. Queste aspettative nei loro confronti erano un'aggiunta agli standard richiesti in ambito domestico.

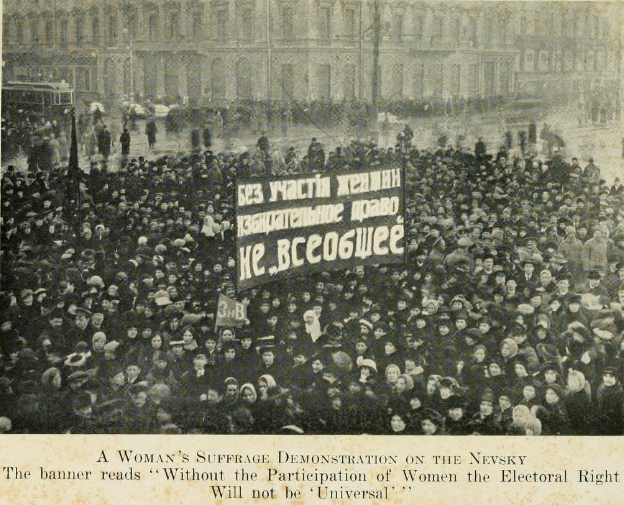
Dimostrazione di donne sulla Prospettiva Nevskij, 1917. L'iscrizione sul manifesto recita: "Senza il diritto di voto alle donne la partecipazione non è generale".

L'uguaglianza giuridica delle donne e degli uomini è stata fondata durante la rivoluzione d'ottobre del 1917. Lenin ha visto le donne principalmente come una forza di lavoro precedentemente inutilizzata ed in questo senso ha incoraggiato le donne a partecipare alla rivoluzione comunista. Ebbe a tal proposito a dichiarare: "I piccoli lavori domestici schiaffeggiano, strangolano, sgonfiano e degradano [la donna], le catene della cucina e del vivaio la sprecano in una barbarie improduttiva, con pettegolezzi, nervosismo e schiacciamento sociale".
Le donne, che dovevano essere inizialmente prive di libertà nei confronti degli uomini, ora potevano acquisire i propri diritti di liberazione attraverso la concessione dell'accesso al campo produttivo: il numero di donne che entravano nella forza lavoro è passato da 423.200 nel 1923 a 885.000 nel 1930. Per raggiungere questo significativo aumento femminile nella forza lavoro, il nuovo governo comunista ha emesso il suo primo codice familiare; questo ha separato il matrimonio dalla Chiesa, ha permesso ad una coppia di scegliere un cognome, ha dato ai figli illegittimi gli stessi diritti di tutti gli altri, ha promosso i diritti di maternità, la protezione sanitaria e la sicurezza sul lavoro ed infine ha permesso alle donne di avere diritto al divorzio se ve ne fossero stati motivi adeguati.
Nel 1920 il governo sovietico legalizzò l'aborto. Anche legislazioni sul lavoro hanno aiutato le donne; hanno ottenuto difatti uguali diritti in materia assicurativa in caso di malattia, il congedo di maternità retribuito di otto settimane e uno standard di salario minimo fissato sia per gli uomini che per le donne. Ad entrambi i sessi è anche stato concesso un congedo di vacanza retribuito.

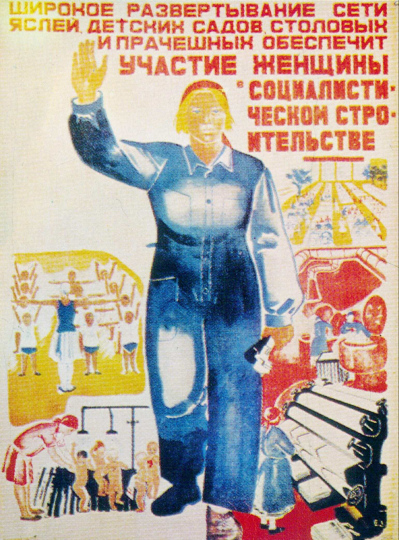
Nei primi anni dell'Unione Sovietica viene promossa l'immagine di donne forti e uguali agli uomini (1931).

Tutte queste misure sono state messe in atto per produrre una forza lavoro di qualità da parte di entrambi i sessi. Mentre la realtà era che a non tutte le donne sono stati concessi tali diritti, hanno però stabilito un precedente rispetto ai sistemi tradizionali dell'imperialismo russo.
Per sovraintendere a questo codice e alla libertà delle donne il partito comunista ha creato un dipartimento specializzato femminile chiamato Ženotdel. Il dipartimento ha prodotto una propaganda che incoraggiava un numero sempre maggiore di donne a far parte della popolazione urbana e del partito rivoluzionario comunista.
Gli anni '20 sperimentarono dei cambiamenti soprattutto nei centri urbani in questioni di politica familiare, della sessualità e dell'attivismo politico delle donne. La creazione della "nuova donna sovietica" che era auto-sacrificante e dedicata anima e corpo alla causa rivoluzionaria ha aperto la strada alle rivendicazioni delle donne a venire.
Nel 1925, con il numero dei divorzi in aumento, il Ženotdel creò un secondo piano familiare, proponendo un matrimonio comune per le coppie che vivevano insieme. Tuttavia, solo un anno dopo, il governo ha creato una legge matrimoniale come reazione ai matrimoni de facto che causavano disuguaglianza per le donne. A seguito dell'attuazione politica del nuovo piano economico (nuova politica economica) se un uomo lasciava la sua moglie de facto, questa non era più in grado di garantirsi l'adeguata assistenza. Gli uomini non avevano legami legali e come tali, se una donna era incinta, avrebbe potuto lasciarla e non essere legalmente responsabile per l'assistenza sua e del figlio: ciò ha condotto ad un aumento di bambini di strada e senzatetto.
Poiché una moglie de facto non godeva di diritti il governo ha cercato di risolvere questo problema attraverso la legge matrimoniale del 1926, concedendo ai matrimoni registrati e non registrati diritti uguali e sottolineandone gli obblighi che venivano col matrimonio. Nel 1930 il Ženotdel fu sciolto, in quanto il governo affermava che il loro lavoro era stato completato.

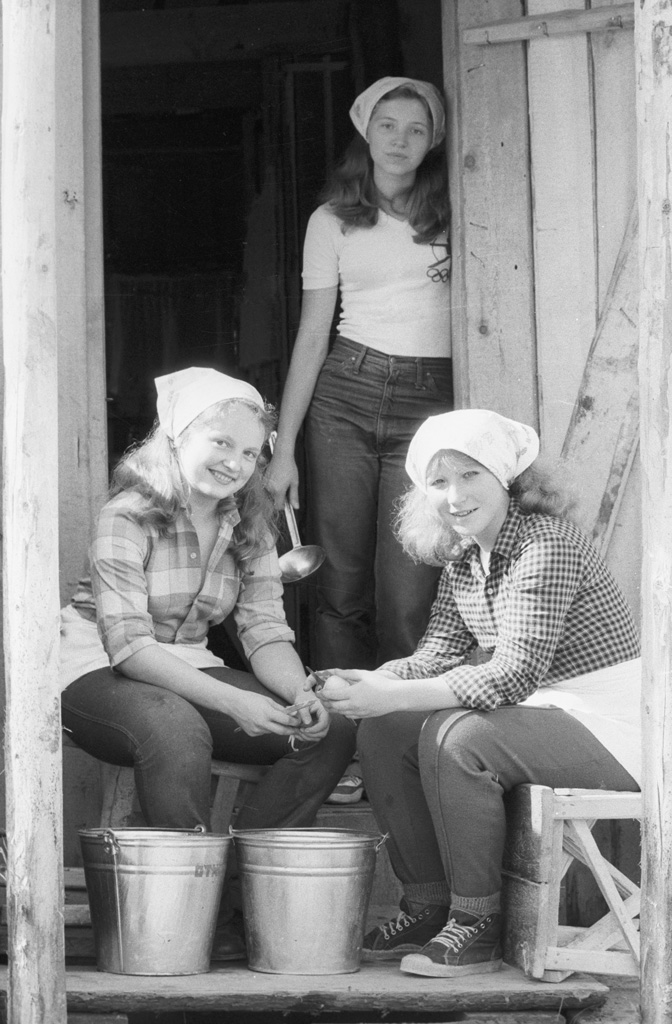
Studentesse della Facoltà di Fisica, Matematica e Scienze Naturali, Oblast' di Irkutsk (1981).

Le donne cominciarono ad entrare nella forza lavoro sovietica in una proporzione che non era mai stata vista prima. Purtuttavia a metà degli anni '30 si è manifestato un ritorno ai valori più tradizionali e conservatori in molte aree della politica sociale e familiare. L'aborto tornò ad essere illegale, l'omosessualità è stata dichiarata un crimine, le differenze legali tra i figli legittimi e illegittimi sono state ripristinate e il divorzio è stato ancora una volta assai difficile da ottenere.
Le donne finirono col diventare le eroine della casa che facevano i più alti sacrifici per i loro mariti e che creavano un positivo ambiente domestico, il tutto per "aumentare la produttività e migliorare la qualità del lavoro". Gli anni '40 continuarono con questa ideologia tradizionale e la famiglia nucleare fu il perno a guida di tutto il resto. Le donne avevano la responsabilità sociale della maternità la quale non poteva in alcun modo essere ignorata.
Lungo tutto il corso dello stalinismo anche le donne sono state vittime del regno del terrore instaurato da Iosif Stalin con le grandi purghe che afflissero l'intera nazione. Dal 1934 al 1940 il numero di donne che si ritrovarono ad essere prigioniere nei gulag aumentò da 30.108 a 108.898; le donne non sono state mandate in campi di lavoro duro, ma hanno lavorato nei campi, nelle fabbriche tessili e di cucito e sono state costrette ad eseguire il lavoro duro solo come punizione. Le donne presenti nei campi erano spesso oggetto di violenza e/o abuso sessuale.
Allo stesso tempo, grazie alla letteratura di regime, si ebbe a rinsaldare il culto della personalità che Stalin aveva attuato e gli articoli delle riviste femminili si sprecavano in lodi sottolineando il grande lavoro che Stalin aveva fatto per le donne. Durante la seconda guerra mondiale le donne esemplificavano la patria; molte sono diventate vedove durante la guerra, rendendo più probabile la possibilità di impoverirsi.
Mentre gli uomini sono stati chiamati alle armi, le donne hanno cominciato ad entrare e diventare responsabili di aziende statali e grandi aziende collettive. Nel 1942, per soddisfare i contingenti di raccolta, più della metà della forza lavoro agricola era costituita da donne. Non solo esse assumevano ruoli di rilievo all'interno di aziende collettive, ma 8.476 ragazze entrarono nell'esercito russo e nella marina navale per aiutare nella "Grande guerra patriottica".
Il motto del tempo è diventato: "Le donne sovietiche hanno dato tutto il loro potere alla madrepatria... nessuna difficoltà che sorge sul cammino per costruire la pace potrebbe spaventarle". Il divieto di aborto è stato infine abrogato nel 1955, dopo quasi vent'anni di proibizione fu nuovamente legalizzato. Dopo la morte di Stalin il governo sovietico ha revocato le leggi del 1936 ed ha emesso una nuova legge sull'aborto.
La Costituzione sovietica del 1977 ha sostenuto i diritti delle donne sia nella vita pubblica (art. 35) sia nella vita familiare (art. 53). Tuttavia la costituzione è stata in qualche modo contraddittoria: sebbene assicurasse i diritti delle donne all'istruzione, alla forza lavoro e alla famiglia, l'enfasi posta sulla maternità come chiamata essenziale per le donne rimase forte.

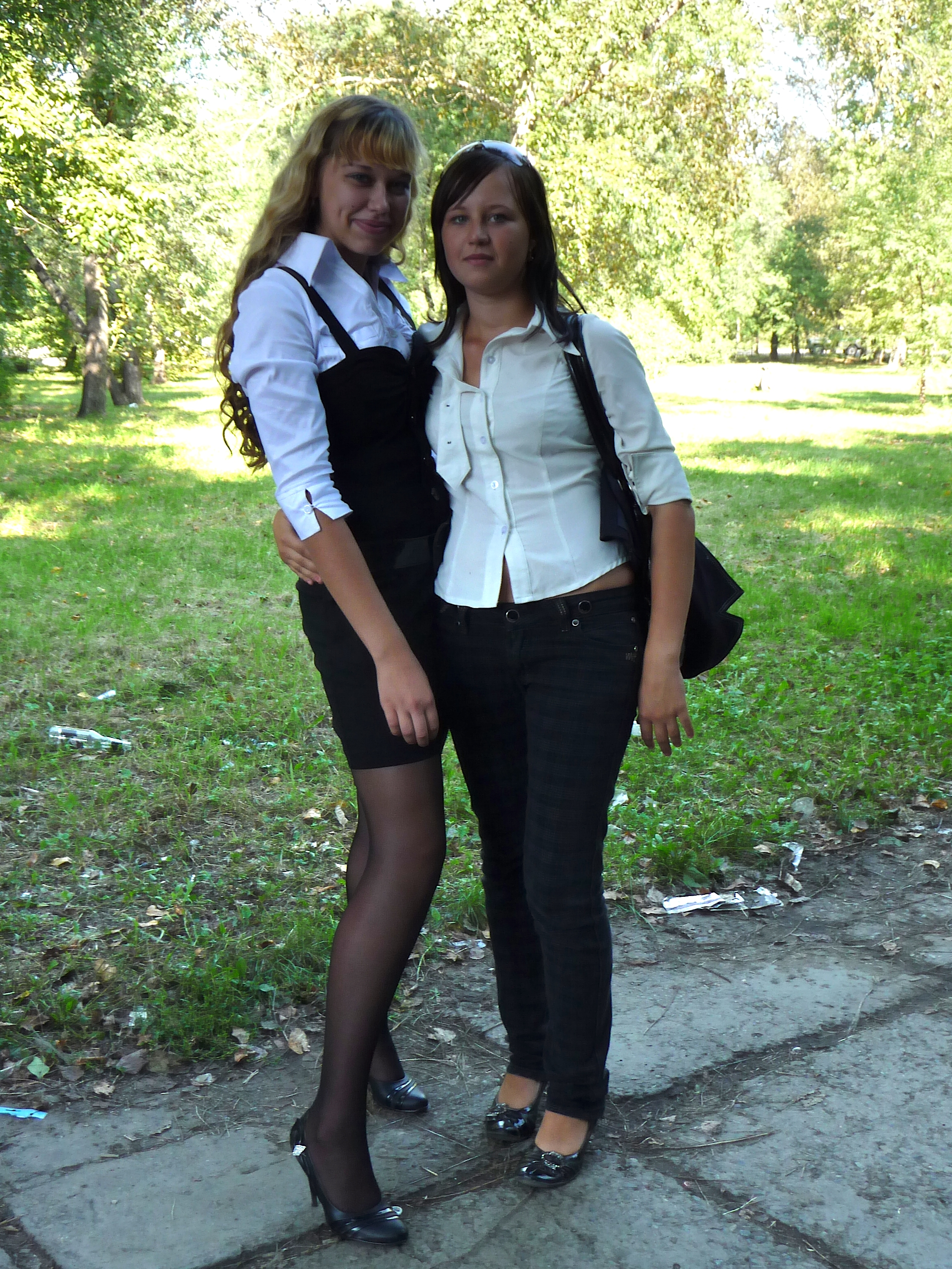
Studentesse di liceo a Chabarovsk (2009).

## Anni '90
La maggior parte dei programmi di beneficio nominale per le donne ha continuato anche nell'era post-sovietica. Tuttavia, come nell'era sovietica, le donne russe negli anni '90 predominavano nei settori economici in cui la retribuzione era bassa e continuarono a ricevere un salario rispetto agli uomini per posizioni analoghe. Nel 1995 gli uomini nel settore sanitario hanno guadagnato una media del 50% in più rispetto alle donne in quel settore e gli ingegneri maschi hanno ricevuto una media del 40% in più rispetto ai loro colleghi femminili.
Nonostante ciò, in media le donne erano più istruite degli uomini, ma continuarono a rimanere in minoranza nelle posizioni di alto livello. In epoca sovietica successiva, le retribuzioni femminili erano mediamente il 70 per cento di quelle degli uomini; Nel 1995 la cifra era del 40 per cento, secondo il Centro per gli studi di genere di Mosca. Secondo una relazione del 1996 l'87 per cento dei russi urbani occupati che guadagnavano meno di 100.000 rubli al mese erano donne e la percentuale di donne è diminuita costantemente nelle categorie salariali più alte.
Secondo i rapporti, le donne in genere sono le prime che vengono licenziate e si trovano ad affrontare anche altre forme di discriminazione sul posto di lavoro. Le aziende in cui lavorano spesso incitano le donne a non pagare i benefici per la cura dei minori o per concedere il congedo di maternità, come ancora la legge richiede. Nel 1995 le donne rappresentavano una stima del 70 per cento dei disoccupati della Russia e del 90 per cento in alcune zone più periferiche.

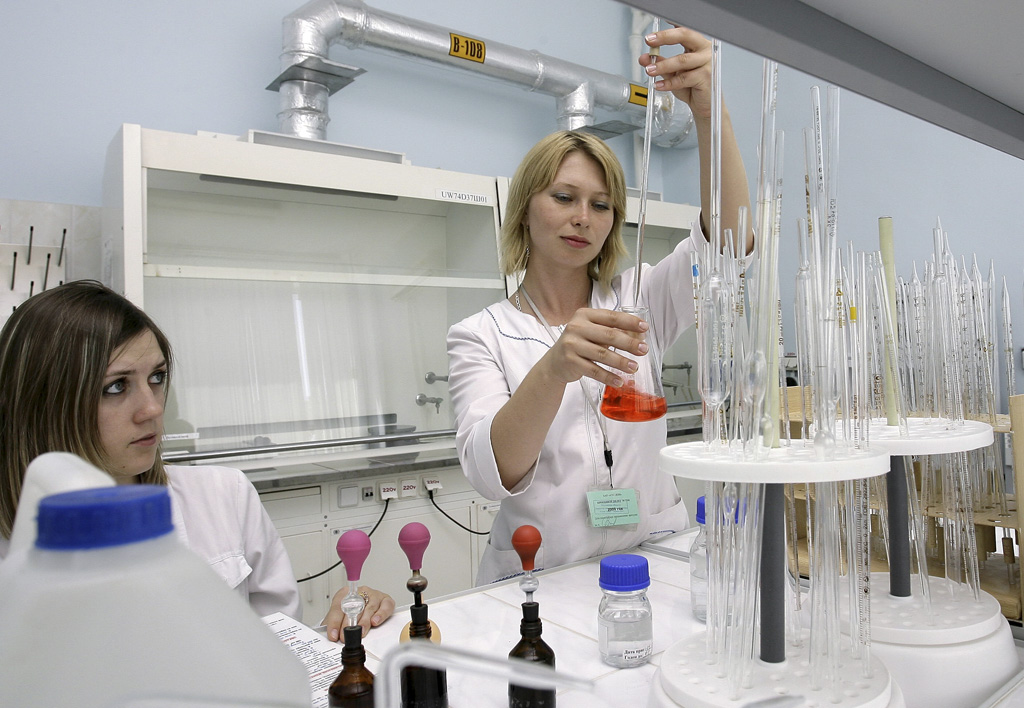
Dipendenti del laboratorio di chimica presso la centrale nucleare di Rostov vicino a Volgodonsk.

### Abusi
Le indagini di sociologia dimostrano che le vessazioni e molestie sessuali e la violenza contro le donne sono aumentate a tutti i livelli della società nel corso degli anni '90.
Nel 1993 circa 14.000 donne sono state uccise dai loro mariti o amanti, circa venti volte la cifra negli Stati Uniti d'America e più volte la cifra in Russia di cinque anni prima.
Nel 1994 sono stati segnalati più di 13.000 stupri, il che significa che più volte il numero di quel reato spesso non dichiarato è stato commesso. Nello stesso anno sono stati commessi oltre 300.000 altri tipi di reati, inclusi gli abusi sponsali, contro le donne; nel 1996 la Duma statale (l'aula inferiore dell'Assemblea federale, il parlamento russo) ha elaborato una legge contro la violenza domestica.

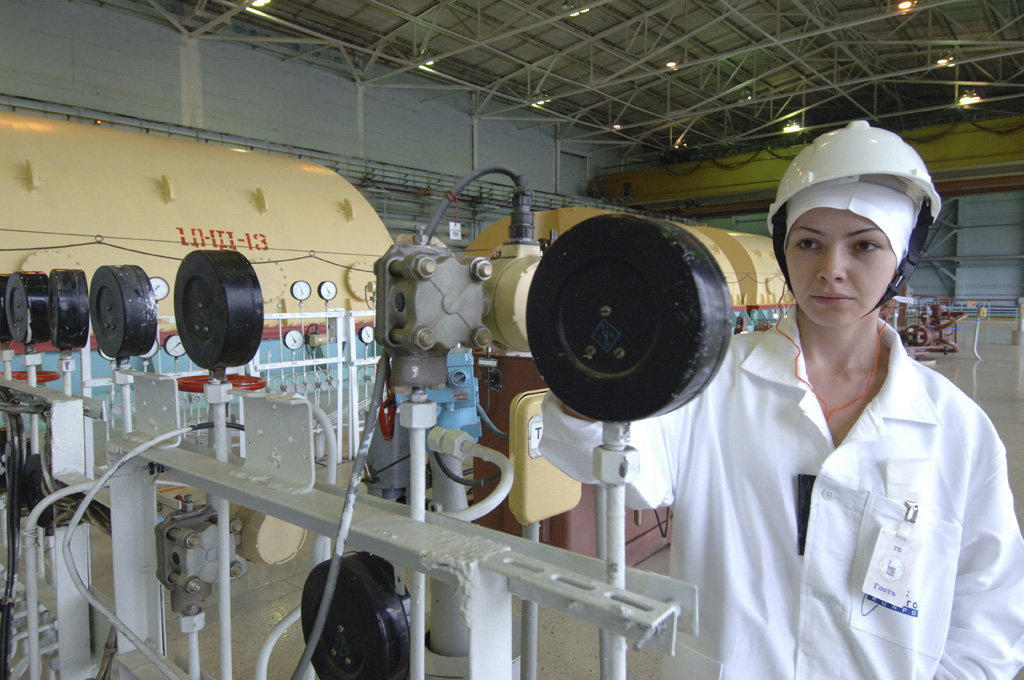
Lavoratrice nel vano motore della centrale nucleare di Kursk a Kurčatov.

### Organizzazioni femminili
Le organizzazioni indipendenti delle donne, una forma di attività soppressa nell'era sovietica, sono state formate in grande numero negli anni '90 a livello locale, regionale e nazionale. Uno di questi è il Centro per gli studi di genere, un istituto di ricerca privato. Il centro analizza i problemi demografici e sociali delle donne e funge da collegamento tra gruppi femministi russi e occidentali.
Un gruppo di viaggi chiamato "Alternativa femminista" offre una formazione di assertività femminile. Molti gruppi locali sono emersi per intraprendere azioni giudiziarie a favore delle donne, a creare programmi di sensibilizzazione sulla violenza e contro la violenza domestica (circa una dozzina di cui erano attivi nel 1995) e per aiutare le donne a entrare nel mondo delle imprese.
Un'altra organizzazione importante è l'Unione femminile della Russia, che si occupa di programmi di formazione professionale, di consulenza per la carriera e dello sviluppo delle competenze imprenditoriali che consentiranno alle donne di competere con maggiore successo nell'economia di mercato emergente della Russia. Nonostante la proliferazione di tali gruppi e programmi, a metà degli anni '90 la maggior parte dei russi (tra cui molte donne) mantiene un forte disprezzo nei confronti dei loro sforzi, che molti considerano una sorta di sovversione occidentale dei valori sociali tradizionali (sovietici e persino pre-sovietici).

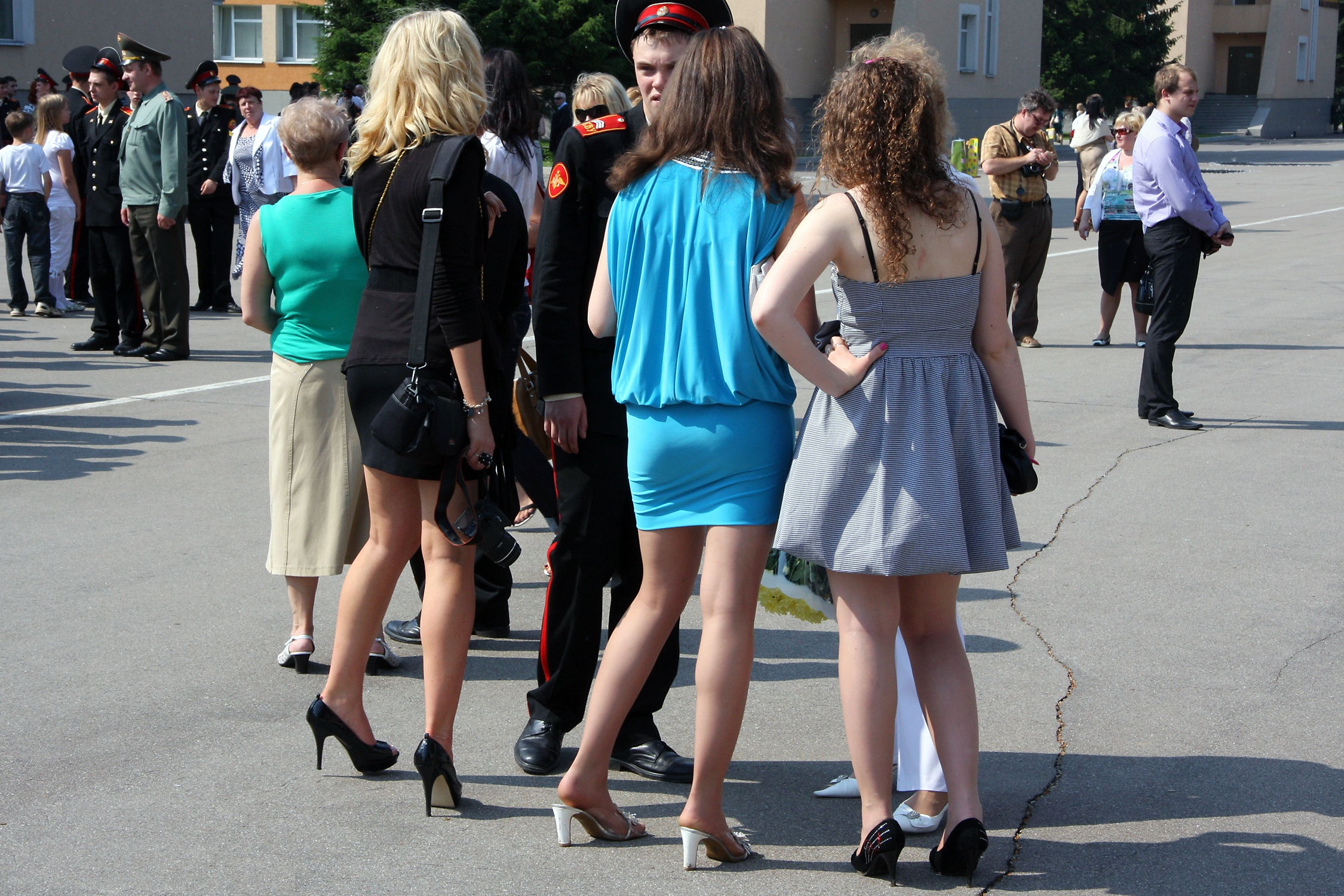
Soldato russo circondato da donne.

### Occupazione
Il settore privato in rapida espansione ha offerto alle donne nuove opportunità di lavoro, ma molti stereotipi sovietici rimangono. Il lavoro più offerto nelle nuove imprese è quello della segretaria (segretaria/receptionist), e le pubblicità per tali posizioni nelle aziende del settore privato spesso specificano l'attrattività fisica come requisito primario (un requisito illegale nelle organizzazioni governative).
La legge russa prevede fino a tre anni di reclusione per le molestie sessuali, ma la legge viene raramente applicata. Sebbene il Fondo per la protezione dalle molestie sessuali abbia elencato le liste nere di 300 imprese di Mosca in cui si sa che le molestie sessuali avvengono, le richieste di sesso e persino di rapimento sono ancora comuni nei luoghi di lavoro.
La legge elenca 456 occupazioni e 38 rami d'industria rispetto ai quali vi è una proibizione esplicita di acceso alle donne, in quanto considerati troppo pericolosi per la loro salute, in particolare la salute riproduttiva.

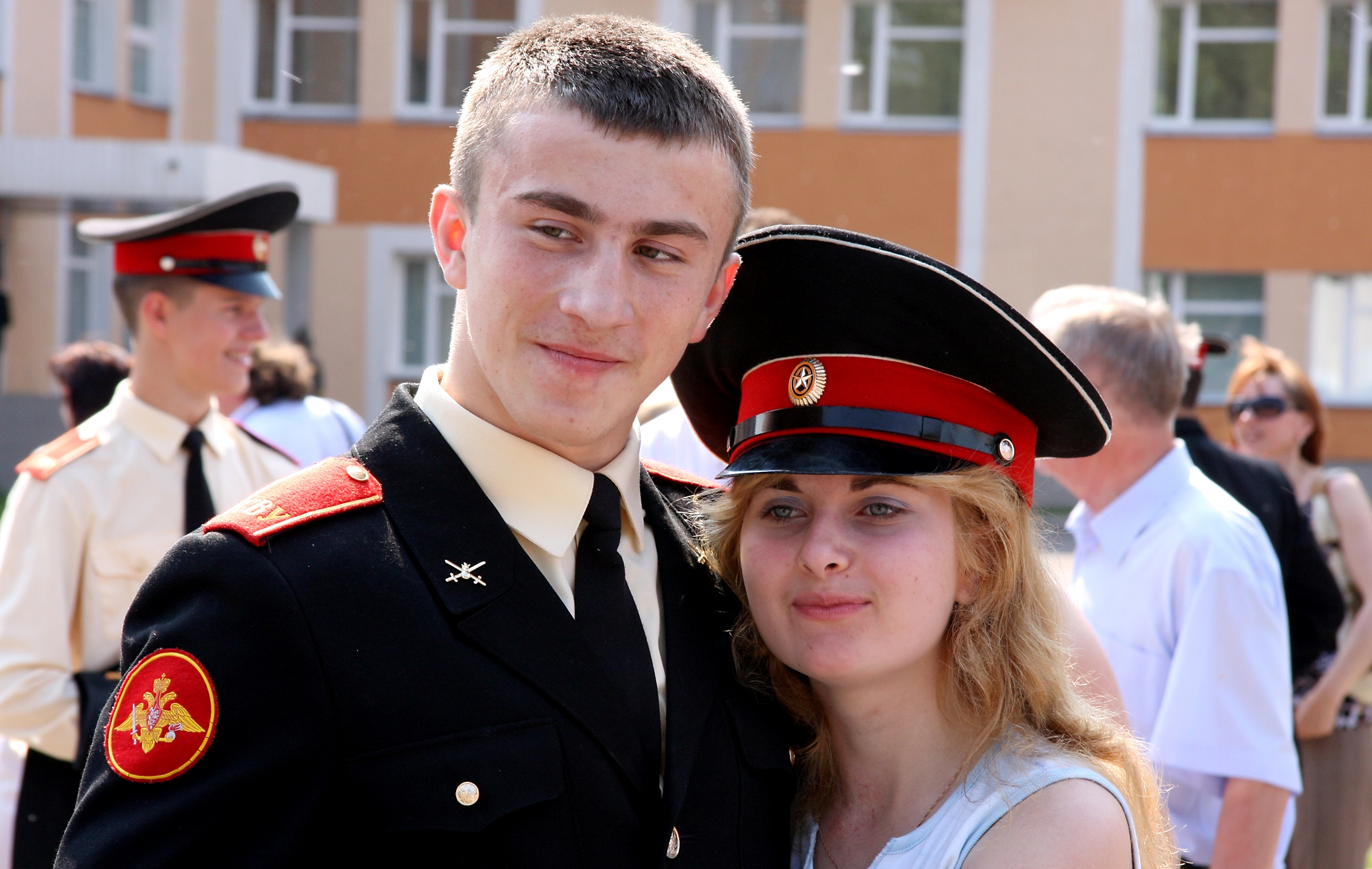
Giovane russa in compagnia di un amico.

### Partecipazione politica
Il profilo più elevato delle donne nella Russia post-sovietica si è esteso anche alla politica. A livello nazionale, la manifestazione più significativa del nuovo successo politico delle donne è stata la Lista delle donne della Russia, che ha ottenuto l'11 per cento dei voti e venticinque seggi nelle elezioni parlamentari nazionali del 1993.
Successivamente, il partito è diventato attivo in varie questioni, tra cui l'opposizione alla campagna militare della prima guerra cecena, iniziata nel 1994.
Nelle elezioni parlamentari nazionali del 1995, le donne di Russia hanno scelto di mantenere invariata la propria piattaforma, sottolineando le questioni sociali come la Protezione dei bambini e delle donne piuttosto che entrare in una coalizione con altri partiti liberali.
Di conseguenza, il partito non è riuscito a raggiungere la soglia del voto del 5 per cento per l'elezione proporzionale nella nuova Duma dello stato, ottenendo solo tre posti nella parte di una sola sede delle elezioni.
Il partito ha discusso anche dell'uccisione di un candidato nelle elezioni presidenziali del 1996 ma è rimasto al di fuori dal campo delle polemiche.
Un'organizzazione più piccola, il partito russo delle donne, correva come parte di una coalizione non riuscita con numerosi altri partiti in occasione delle elezioni del 1995.
Alcune donne, come Ėlla Pamfilova del Partito Repubblicano, il capo del Partito dei Lavoratori Socialisti Ljudmila Vartazarova e Valerija Novodvorskaja, leader dell'Unione Democratica, si sono affermate come figure politiche influenti. Pamfilova ha guadagnato una particolare statura in qualità di avvocato a favore delle donne e degli anziani.

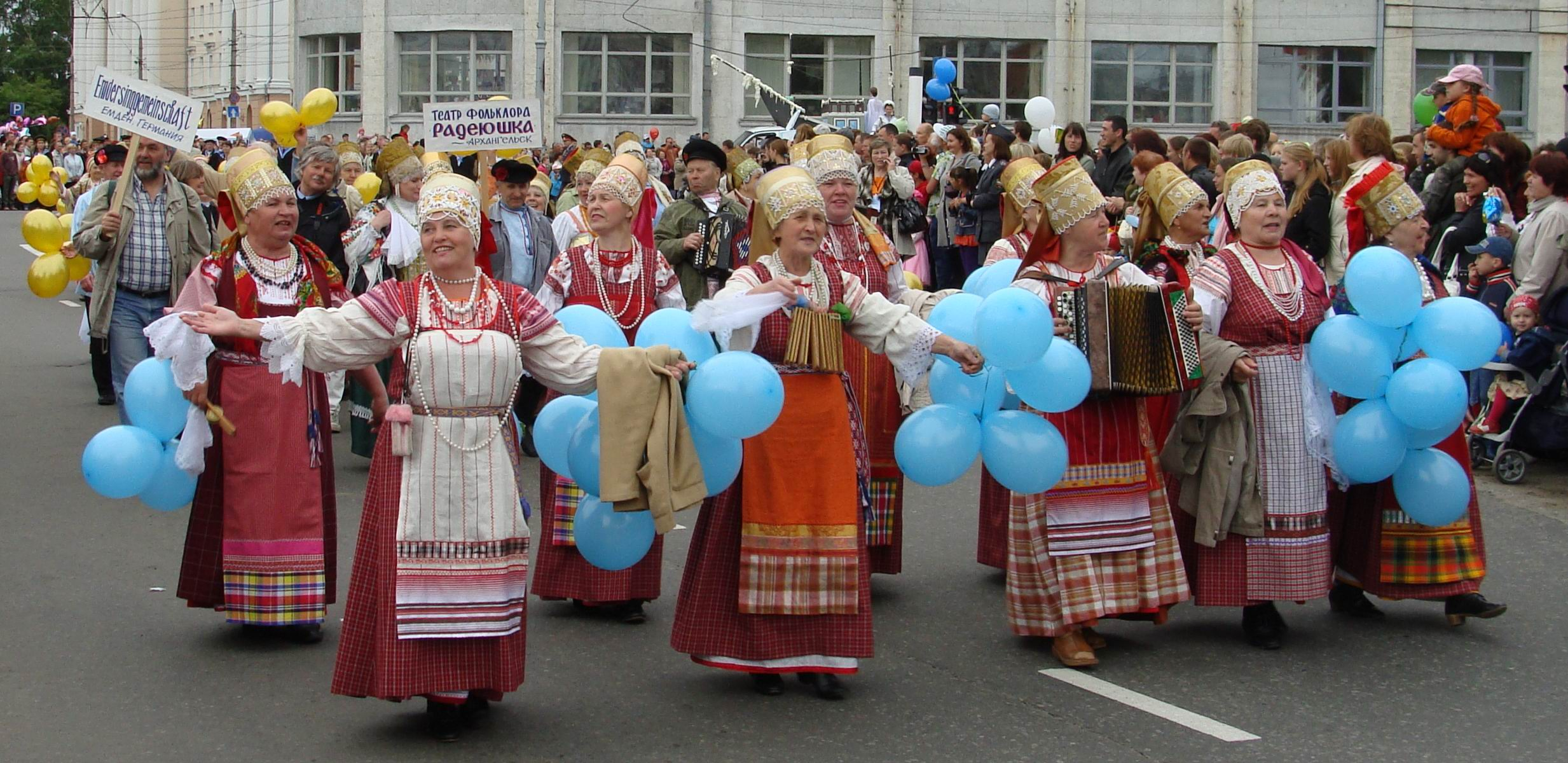
Parata dedicata all'anniversario della città di Arcangelo. Partecipanti della sfilata in costumi popolari russi.

### Movimento delle madri dei soldati
Il Movimento delle madri dei soldati è stato costituito nel 1989 per esporre le violazioni dei diritti umani nelle forze armate e per aiutare i giovani a resistere ai progetti di arruolamento. Il movimento ha guadagnato importanza nazionale attraverso la sua opposizione alla guerra in Cecenia.
Numerose proteste sono state organizzate ed i rappresentanti sono andati fin nella capitale cecena, Grozny, per chiedere la liberazione dei prigionieri russi e individuare i soldati dispersi. Il gruppo, che assommava a 10.000 membri nel 1995, ha anche fatto pressione contro l'estensione della durata del servizio militare obbligatorio.

### Funzionari di governo
Le donne hanno occupato alcune posizioni di influenza nel ramo esecutivo del governo nazionale della Russia. Un posto nel Governo, quello di ministro della protezione sociale, è diventata una posizione "tradizionale" delle donne; nel 1994 Ella Pamfilova è stata seguita in quella stessa posizione da Ljudmila Bezlepkina, che ha guidato il ministero fino alla fine del primo mandato del presidente Boris Nikolaevič El'cin a metà del 1996.
Tat'jana Paramanova ha ottenuto la presidenza della Banca centrale della Federazione Russa per un anno prima che El'cin nominasse il suo sostituito nel novembre 1995, mentre Tat'jana Regent è stata a capo del Servizio federale per l'immigrazione sin dal suo inizio nel 1992.
Prima delle elezioni svoltesi nel 1995 le donne occupavano circa il 10 per cento dei seggi in parlamento: cinquantasette su 450 seggi alla Duma di Stato e nove su 178 seggi al Consiglio federale. Il sistema sovietico del mandato di seggi generalmente assegnava circa un terzo dei seggi legislativi a livello di repubblica e la metà dei seggi dei soviet locali alle donne, ma quelle proporzioni si sono ridotte drasticamente con le prime elezioni multipartitiche del 1990.

## Situazione contemporanea
L'articolo 19 della Costituzione della Federazione Russa del 1993 garantisce parità di diritti alle donne e agli uomini. Secondo la legge del lavoro, le donne hanno il diritto a un congedo di maternità retribuito, un congedo parentale e un congedo parentale non retribuito, che può essere prorogato fino a quando il figlio compie tre anni.
Le donne per generazioni hanno lavorato fuori casa; le famiglie a reddito doppio sono le più comuni: il tasso di occupazione delle donne e degli uomini è rispettivamente del 64,8% e del 74,3% (tra i 15 e i 64 anni, a partire dal 2014).
Tuttavia spesso le donne si trovano ad affrontare discriminazioni nel mercato del lavoro; la stessa legge elenca 456 occupazioni e 38 branche dell'industria che sono proibite alle donne, in quanto considerate troppo pericolose per la loro salute, in particolare per la salute riproduttiva. Nonostante questo, molte donne russe hanno raggiunto un successo nel mondo degli affari.
Il tasso di fertilità totale della Russia è di 1,61 figli per donne a partire dal 2015 il quale, sebbene sia al di sotto del tasso di sostituzione generazionale posto a 2,1 figli per donna, è ancora superiore a quello presente negli anni '90.
Nell'era post-sovietica la posizione delle donne nella società russa rimane alquanto problematica come nei decenni precedenti. In entrambi i casi le protezioni legali nominali per le donne non sono riuscite ad affrontare le condizioni esistenti o non hanno fornito un adeguato sostegno.
Nel corso degli anni novanta le crescenti pressioni economiche e la riduzione dei programmi governativi lasciarono le donne una scelta minima, ma nonostante ciò cercarono un impiego, anche se la maggior parte delle posizioni disponibili erano inferiori a quelle del periodo sovietico e in genere i lavori di qualsiasi tipo erano più difficili da ottenere.
Tali condizioni contribuiscono notevolmente alla diminuzione della natalità della Russia e al generale deterioramento della famiglia. Allo stesso tempo i gruppi femministi e le organizzazioni sociali hanno cominciato a promuovere la causa dei diritti delle donne in quella che rimane una società fortemente tradizionale.
Mentre c'è stato un aumento della quota di donne nella politica in Russia, ciò non ha portato ad una quota maggiore nella parità di genere all'interno della società in generale. Uno studio effettuato nel 2016 afferma che il motivo risiede nelle politiche femminili presenti in Russia le quali sono "inserite in regole informali istituzionali, senza praticamente alcuna opportunità per promuovere gli interessi delle donne."
Il regime di Putin ha promosso le donne come simboli di cambiamento e "fedeltà" e come protagoniste del mondo dello spettacolo; questo quando il regime ha bisogno di mostrarsi legittimamente alle elezioni e alla rappresentanza popolare e quando la crescita esponenziale della corruzione sembra minacciarne il potere.
Secondo il Global Gender Gap Report del 2019 la Russia si posiziona 81ª su 153 paesi analizzati con un punteggio di 0,706 su 1,000. Posizione migliorata rispetto al 2006, con un punteggio che era di 0,677 su 1,000. Il 68,9% delle donne partecipano alla forza lavorativa del paese.
Il tasso di alfabetizzazione è del 99,7% per le donne. Il 96,8% delle donne ha conseguito un'istruzione primaria, il 91% un'istruzione secondaria, mentre l'89,1% terziaria. Il 15,8 dei membri del Parlamento è composto da donne, mentre il 12,9% dei ministri è composto da donne. L'età media di una donna alla nascita del primo figlio è di 28,6 anni, mentre la media di figli per donna è 1,82.

### Decriminalizzazione della violenza domestica
Nel gennaio 2017 la Duma di Stato ha decriminalizzato per la prima volta la violenza domestica. Ciò vale per i primi reati che non causano gravi pregiudizi, diminuendoli da una pena massima di due anni di reclusione fino ad un massimo di quindici giorni in stato di custodia di polizia.
È diventato così solo un reato amministrativo, con la sanzione per i primi reati che rientrano nel codice amministrativo (questi sono solitamente multe se l'accusato è un membro della famiglia, il che costituisce la grande maggioranza dei casi di violenza domestica).
Ciò ha scatenato un aumento di episodi violenti in varie regioni, principalmente contro le donne.
Per il secondo reato e oltre continua ad essere considerato un reato, perseguito attraverso il codice di diritto penale. La mossa è stata ampiamente vista come parte di una sponsorizzazione da parte del governo dei valori tradizionali di Putin e si allontana dalle nozioni liberali dei diritti individuali e umani. Il presidente Putin ha firmato la proposta convertendola in legge nel febbraio 2017. The Guardian ha riferito nel febbraio 2017 che "secondo alcune stime, una donna muore ogni 40 minuti a causa di abuso domestico".

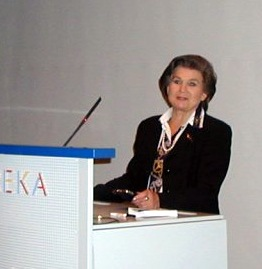
Valentina Tereškova nel 2002.

## Prima donna russa nello spazio
Valentina Tereškova è una cosmonauta e ingegnere sovietica in pensione e la prima donna che ha volato nello spazio, essendo stata selezionato tra più di quattrocento candidati e cinque finalisti per pilotare il Vostok 6 il 16 giugno 1963.
Per entrare a far parte del corpo dei cosmonauti, a Tereškova è stato concesso di entrato nella forza aerea sovietica e così divenne anche il primo pilota civile a volare nello spazio. Durante la sua missione di tre giorni ha eseguito vari test su di sé per raccogliere dati sulla reazione del corpo femminile al volo spaziale.
Prima della sua assunzione come cosmonauta Tereškova era un'operaia di montaggio di una fabbrica tessile e una Skydiver dilettante.
Dopo la dissoluzione del primo gruppo di cosmonauti femminili nel 1969 divenne un importante membro del Partito Comunista dell'Unione Sovietica, detenendo vari uffici politici. Rimase nella politica attiva fin dopo la dissoluzione dell'Unione Sovietica ed è ancora è venerata come eroina nella Russia post-sovietica.

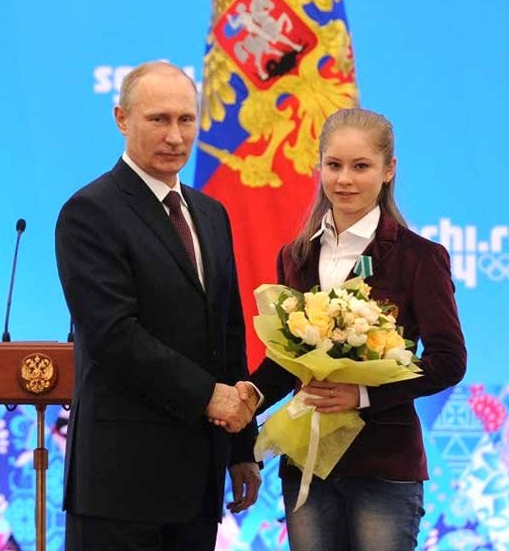
Julija Lipnickaja assieme a Vladimir Putin nel 2014.

## Donne sportive
La Russia ha una lunga storia di pattinatrici e ginnaste di successo. Il pattinaggio di figura rimane uno sport popolare; negli anni Sessanta l'Unione Sovietica si sforzò per diventare una potenza dominante nel pattinaggio artistico, soprattutto nel pattinaggio artistico su ghiaccio a coppie e nella danza su ghiaccio; questo continuò anche dopo la caduta dell'URSS. La ginnastica artistica è uno degli sport più popolari della Russia; Svetlana Khorkina è una delle ginnaste più importanti di tutti i tempi.

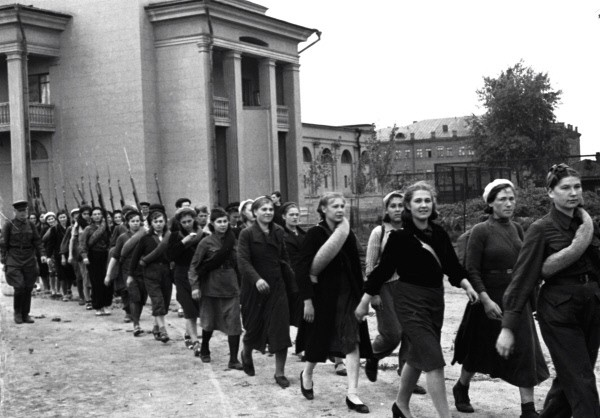
Donne soldato in marcia a Mosca (1941).